# Ікер Ундабаррена
Ікер Ундабаррена (ісп. Iker Undabarrena, нар. 18 травня 1995, Горліс) — іспанський футболіст, півзахисник португальського клубу «Тондела».
Виступав, зокрема, за клуби «Більбао Атлетік» та «Тенерифе».

## Ігрова кар'єра
Народився 18 травня 1995 року в місті Горліс. Вихованець футбольної школи клубу «Атлетік Більбао». У дорослому футболі дебютував 2013 року виступами за його другу команду, «Більбао Атлетік», в якій провів п'ять сезонів, взявши участь у 113 матчах на рівні другого та третього іспанських дивізіонів.
Так і не отримавши можливості заграти за головну команду «Атлетіка», 2018 року перейшов до друголігового «Тенерифе», за який відіграв два сезони.
Протягом 2020—2021 років захищав кольори «Сабаделя», також представника іспанської Сегунди. Влітку 2021 року став гравцем португальського клубу «Тондела». Взяв участь у 24 іграх Прімейри сезону 2021/22, за результатами якого  клуб із Тондели втратив місце в елітному португальському дивізіоні, фінішувавши на передостанньому місці турнірної таблиці.